# Padró municipal d'habitants
El Padró municipal d'habitants és un registre administratiu on consten els veïns d'un municipi. Correspon als ajuntaments la seva creació, manteniment, revisió i custòdia, i a l'Institut Nacional d'Estadística d'Espanya la coordinació dels padrons de tots els municipis, així com realitzar les comprovacions oportunes. La resolució de discrepàncies entre els ajuntaments o d'aquests o altres entitats locals amb l'INE correspon al Consell d'Empadronament (Consejo de Empadronamiento), òrgan col·legiat, amb representants de l'Administració General de l'Estat (INE, Oficina del Censo Electoral i Ministerio de AAPP) i de les entitats locals. Des de l'1 de maig de 1996, el Padró municipal d'Espanya es renovava ex-novo cada cinc anys. Des d'aleshores es transforma en padró continu, de gestió informatitzada i amb una revisió, la data de referència de la qual és l'1 de gener de cada any.
Cal no confondre el padró municipal d'habitants, que és un registre de la població que realitzen els municipis, amb el cens de població, que és una operació estadística estatal sobre l'estructura de la població.
El veïnatge administratiu es refereix a l'empadronament. És objecte de regulació per part de la legislació de règim local, la qual exigeix a tot espanyol o estranger que visqui a territori espanyol, estar empadronat en el municipi que resideixi habitualment. Atorga la condició de veí als espanyols majors d'edat que resideixin habitualment en el terme municipal i figurin inscrits amb aquest caràcter en el padró. Concretament d'acord amb la Llei 7/1985, de 2 d'abril, reguladora de les bases del règim local, en la modificació operada per la Llei 4/1996, de 10 de gener, són veïns d'un municipi les persones inscrites en el padró. Totes les persones (espanyols i estrangers) que visquin a Espanya estan obligades a inscriure’s en el padró del municipi on resideixen habitualment i, si resideixen en diversos municipis, en aquell municipi en què habitin més temps l'any. Per tant, a diferència del veïnatge civil, que té efectes civils, el veïnatge administratiu té efectes juridicoadministratius i és el criteri que atribueix la condició política de català en l'Estatut d'Autonomia de Catalunya de 2006.